# Zápas řecko-římský na Letních olympijských hrách 1996 – seznam účastníků
Seznam účastníků LOH v Atlantě v zápasu řecko-římském vykrystalizoval z olympijské kvalifikace konané v 1996 formou kontinentálních kvalifikačního turnajů.

## Pořadatelská země
Spojené státy měly jako pořadatel zajištěnou účast v každé váhové kategorii.

## Seznam kvalifikačních turnajů
| fáze   | datum       | název kvalifikačního turnaje    | místo     | počet kvót |
| ------ | ----------- | ------------------------------- | --------- | ---------- |
| 1.     | březen 1996 | Mistrovství Evropy              | Budapešť  | 100 - 3    |
| 1.     | duben 1996  | Mistrovství Asie                | Chang-čou | 30 - 1     |
| 1.     | duben 1996  | Panamerický kvalifikační turnaj | Cali      | 40 - 3     |
| 1.     | duben 1996  | Mistrovství Afriky              | Tunis     | 20 - 9     |
| 1.     | únor 1996   | Mistrovství Oceánie             | Melbourne | 0          |
| celkem | celkem      | celkem                          | celkem    | 190 - 16   |

## Systém olympijské kvalifikace[1]
Olympijské hry v Atlantě v roce 1996 byly průlomové v novém směřování olympijského hnutí. Komercializace olympijských her a postupné propojení profesionálního a tzv. amatérského sportu vedla Mezinárodní olympijský výbor k zavádění různých regulí. Jednou z regulí zavedenou po roce 1992 bylo omezení počtu zúčastněných sportovců. Každá mezinárodní sportovní federace dostala přidělený počet kvót, podle stupně popularity jejich sportovního odvětví. Zápas řecko-římský dostal přiděleno počet 190 kvót, tedy 190 klasiků se mohlo zúčastnit soutěží v zápasu řecko-římském v 10 váhových kategoriích podle kvalifikace. Kvalifikace byla rozdělena do 5 kontinentů a kvóty podle koeficientu, který určily výsledky z mistrovství světa v Praze v roce 1995.
Baštou zápasu řecko-římského je Evropský kontinent a podle očekání obdržel nejvíce kvót – 10 v každé váhové kategorii. Na opačné straně stála Oceánie s 0 kvót. Kvalifikace měla pouze jednu fázi, kontinentální turnaj konaný na jaře 1996. Všechny země však získanou kótu nevyužily. Patřili mezi ně především Africké země, které dohromady nevyužili 9 kvót. Tyto vrácené kvóty byly následně přerozděleny mezi země resp. sportovce, kterým nevyšla olympijská kvalifikace – divoká karta.
Poslední kategorií klasiků, kteří startovali na olympijských hrách byli pozvání sportovci na základě zasedání tripartitní komise. Ta měla k dispozici 15 kvót pro malé státy nebo státy kde je olympijský zápas minoritním sportem – pozn. 15 kvót bylo dohromady pro zápas řecko-římský a zápas ve volném stylu.

## Kontinentální kvóty

### Evropa
| země   | −48 kg                  | −52 kg               | −57 kg                | −62 kg                | −68 kg                | −74 kg                | −82 kg                 | −90 kg                        | −100 kg                                   | −130 kg               | celkem              |
| ------ | ----------------------- | -------------------- | --------------------- | --------------------- | --------------------- | --------------------- | ---------------------- | ----------------------------- | ----------------------------------------- | --------------------- | ------------------- |
| RUS    | Zafar GulijevK          | Samvel DanieljanK    | Alexandr IgnatěnkoK   | Sergej MartynovK      | Alexandr TreťjakovK   | Mnacakan IskandarjanK | Sergej CvirK           | Giorgi KoguašviliK            | Ibrahim ŠavchalovK Tejmuraz EdyšerašviliN | Alexandr KarelinK     | 10                  |
| BLR    | Alexandr PavlovK        | Ibad AhmedovK        | —                     | Igor PetrenkoK        | Kamandar MadžidovK    | Vladimir KopytovK     | Valerij CileňťK        | Alexandr SidorenkoK           | Sergej LištvanK                           | —                     | 8                   |
| ARM    | —                       | Armen NazarjanK      | Agasi ManukjanK       | Mchitar ManukjanK     | Samvel ManukjanK      | —                     | Levon GegamjanK        | Colak JegišjanK               | —                                         | —                     | 6                   |
| BUL    | Bratan CenovK           | Jordan AnevK         | —                     | Ivan RadnevK          | —                     | Stojan DobrevK        | —                      | Ali MollovK Christo DimitrovN | Todor ManovK                              | —                     | 6                   |
| POL    | Piotr JabłońskiK        | Dariusz JabłońskiK   | Stanisław PawłowskiK  | Włodzimierz ZawadzkiK | —                     | —                     | —                      | Jacek FafińskiK               | Andrzej WrońskiK                          | —                     | 6                   |
| TUR    | Bayram ÖzdemirK         | —                    | Şeref EroğluK         | Mehmet Âkif PirimK    | Yalçın KarapınarK     | Nazmi AvlucaK         | Hamza YerlikayaK       | —                             | —                                         | —                     | 6                   |
| UKR    | —                       | Andrij KalašnykovK   | —                     | Hrihorij KamyšenkoK   | —                     | Artur DzigasovK       | —                      | Vjačeslav OlijnykK            | Anatolij KozuljaK Giorgi SaldadzeN        | Petro KotokK          | 6                   |
| GER    | —                       | Alfred Ter-MkrtčjanK | Rıfat YıldızK         | —                     | —                     | Erik HahnK            | —                      | Maik BullmannK                | —                                         | René SchiekelK        | 5                   |
| ROU    | —                       | Valentin RebegeaK    | Marian SanduK         | —                     | Ender MemetK          | —                     | Anton ArghiraK         | —                             | —                                         | Laurentiu AmarieiK    | 5                   |
| SWE    | —                       | —                    | —                     | Usama AzizK           | —                     | Torbjörn KornbakkK    | Martin LidbergK        | —                             | Mikael LjungbergK                         | Thomas JohanssonK     | 5                   |
| FIN    | —                       | —                    | Mikael LindgrenK, L   | —                     | Marko Yli-HannukselaK | —                     | Tuomo KarilaK          | Harri KoskelaK                | —                                         | Juha AhokasK          | 4 (5)               |
| GEO    | Gela PapašviliK         | —                    | —                     | Ijakob GulijašviliK   | Tariel MelelašviliK   | —                     | —                      | —                             | Bakur GogitydzeK                          | —                     | 4                   |
| HUN    | —                       | —                    | —                     | —                     | Attila RepkaK         | Tamás BerziczaK       | Péter FarkasK          | —                             | —                                         | György KékesK         | 4                   |
| GRE    | Vardan AgadžanjanK      | —                    | —                     | Arutjun RubenjanK     | —                     | —                     | —                      | Iordanis KonstantinidisK      | —                                         | Panajotis PoikilidisK | 4                   |
| AZE    | Tahir ZahidovK          | —                    | Vilajet AgajevK       | —                     | —                     | —                     | —                      | —                             | —                                         | —                     | 2                   |
| CZE    | —                       | —                    | —                     | —                     | —                     | Jaroslav ZemanK       | —                      | Marek ŠvecK                   | —                                         | —                     | 2                   |
| EST    | —                       | —                    | —                     | —                     | Valerij NikitinK      | —                     | —                      | —                             | —                                         | Helger HallikK        | 2                   |
| ITA    | Francesco CostantinoK   | —                    | —                     | —                     | —                     | —                     | —                      | —                             | Giuseppe GiuntaK                          | —                     | 2                   |
| LTU    | —                       | Ruslan VartanovK     | Remigijus ŠukevičiusK | —                     | —                     | —                     | —                      | —                             | —                                         | —                     | 2                   |
| MDA    | —                       | —                    | —                     | —                     | —                     | —                     | —                      | —                             | Igor Grabovețchi                          | Sergej MurejkoK       | 2                   |
| FRA    | —                       | —                    | —                     | —                     | Ghani YalouzK         | Yvon RiemerK, ZR      | —                      | —                             | —                                         | —                     | 1 (2)               |
| ISR    | Nikolaj ZahranyčnyjK, L | —                    | —                     | —                     | —                     | —                     | Goča CicijašviliK      | —                             | —                                         | —                     | 1 (2)               |
| LAT    | —                       | —                    | Aigars JansonsK       | —                     | —                     | —                     | —                      | —                             | —                                         | —                     | 1                   |
| NOR    | —                       | Jon RønningenK       | —                     | —                     | —                     | —                     | —                      | —                             | —                                         | —                     | 1                   |
| SUI    | —                       | —                    | —                     | —                     | —                     | —                     | —                      | —                             | Urs BürglerK                              | —                     | 1                   |
| YUG    | —                       | —                    | —                     | —                     | —                     | —                     | Aleksandar JovančevićK | —                             | —                                         | —                     | 1                   |
| celkem | 9 kvót                  | 10 kvót              | 9 kvót                | 10 kvót               | 10 kvót               | 9 kvót                | 10 kvót                | 10 kvót                       | 10 kvót                                   | 10 kvót               | 97 kvót pro 26 zemí |

### Asie
| země   | −48 kg          | −52 kg                    | −57 kg            | −62 kg         | −68 kg                     | −74 kg               | −82 kg              | −90 kg             | −100 kg                | −130 kg                | celkem              |
| ------ | --------------- | ------------------------- | ----------------- | -------------- | -------------------------- | -------------------- | ------------------- | ------------------ | ---------------------- | ---------------------- | ------------------- |
| KOR    | Sim Kwon-hoK    | Ha Te-jonK                | —                 | Čchö Sang-sonK | Son Sang-pilK Kim Jong-ilN | Kim Čin-suK          | Pak Mjong-sokK      | Om Čin-hanK        | —                      | —                      | 7                   |
| JPN    | Hiroši KadoK    | —                         | Kenkiči NišimiK   | —              | Jasuši MijakeK             | Takamicu KatajamaK   | —                   | —                  | Takaši NonomuraK       | Ken'iči SuzukiK        | 6                   |
| CHN    | —               | —                         | Šeng Ce-tchienK   | Chu Kuo-chungK | —                          | —                    | —                   | —                  | Pa Jen-čchuanK         | Liou Kuo-kcheK         | 4                   |
| KAZ    | —               | —                         | Jurij MelnyčenkoK | —              | —                          | Bachtijar BajsejtovK | Daulet TurlychanovK | Sergej MatvijenkoK | Anatolij FedorenkoK, ? | —                      | 4 (5)               |
| UZB    | —               | Shamsiddin XudoyberdiyevK | —                 | —              | Grigorij PuljajevK         | —                    | —                   | —                  | —                      | Shermuhammad QoʻziyevK | 3                   |
| IRI    | —               | —                         | —                 | Ahad PazadžK   | —                          | —                    | —                   | —                  | —                      | —                      | 1                   |
| KGZ    | —               | —                         | —                 | —              | —                          | —                    | Raatbek SanatbajevK | —                  | —                      | —                      | 1                   |
| PRK    | Kang Jong-kjunK | —                         | —                 | —              | —                          | —                    | —                   | —                  | —                      | —                      | 1                   |
| SYR    | —               | Chálid al-FaradžK         | —                 | —              | —                          | —                    | —                   | —                  | —                      | —                      | 1                   |
| TKM    | —               | —                         | —                 | —              | —                          | —                    | —                   | Rozy RejepowK      | —                      | —                      | 1                   |
| celkem | 3 kvóty         | 3 kvóty                   | 3 kvóty           | 3 kvóty        | 3 kvóty                    | 3 kvóty              | 3 kvóty             | 3 kvóty            | 2 kvóty                | 3 kvóty                | 29 kvót pro 10 zemí |

### Amerika
| země   | −48 kg           | −52 kg           | −57 kg             | −62 kg            | −68 kg        | −74 kg             | −82 kg           | −90 kg            | −100 kg         | −130 kg            | celkem             |
| ------ | ---------------- | ---------------- | ------------------ | ----------------- | ------------- | ------------------ | ---------------- | ----------------- | --------------- | ------------------ | ------------------ |
| USA    | —                | Brandon PaulsonH | Dennis HallH       | David ZunigaH     | Rodney SmithH | Marty MorganH      | Dan HendersonH   | Derrick WaldroupH | Jason GleasmanH | Matt GhaffariH     | 9                  |
| CUB    | Wilber SánchezK  | Lázaro RivasK    | Luis SarmientoK    | Juan MarénK       | Liubal ColásK | Filiberto AzcuyK   | Alexei BanesK, ? | Reynaldo PeñaK    | —               | Nelson CasalesK, ? | 7 (9)              |
| CAN    | —                | —                | —                  | Ainsley RobinsonK | Colin DaynesK | —                  | —                | Doug CoxK         | Colbie BellK    | Yogi JohlK         | 5                  |
| VEN    | José OchoaK      | —                | —                  | Winston SantosK   | —             | Nestor GarcíaK     | Elias MarcanoK   | —                 | Emilio SuárezK  | —                  | 5                  |
| MEX    | Enrique AguilarK | —                | Armando FernándezK | —                 | —             | Rodolfo HernándezK | —                | —                 | —               | Guillermo DíazK    | 4                  |
| PER    | Jorge YllescasK  | Joël BasalduaK   | —                  | —                 | —             | —                  | Félix IsisolaK   | Lucio VásquezK    | —               | —                  | 4                  |
| COL    | —                | —                | Víctor CapachoK, ? | —                 | José EscobarK | —                  | —                | —                 | Diego GiraldoK  | —                  | 2 (3)              |
| DOM    | —                | Ulises ValentínK | —                  | —                 | —             | —                  | —                | —                 | —               | —                  | 1                  |
| celkem | 4 kvóty          | 4 kvóty          | 3 kvóty            | 4 kvóty           | 4 kvóty       | 4 kvóty            | 3 kvóty          | 4 kvóty           | 4 kvóty         | 3 kvóty            | 37 kvót pro 8 zemí |

### Afrika
| země   | −48 kg                | −52 kg            | −57 kg            | −62 kg          | −68 kg          | −74 kg         | −82 kg             | −90 kg                | −100 kg        | −130 kg          | celkem             |
| ------ | --------------------- | ----------------- | ----------------- | --------------- | --------------- | -------------- | ------------------ | --------------------- | -------------- | ---------------- | ------------------ |
| MAR    | —                     | —                 | —                 | —               | Anvar KandafilK | Aziz KhalfiK   | —                  | Abdelaziz EssafouiK   | Mohamed BasriK | Rachid BelazizK  | 5                  |
| TUN    | —                     | —                 | Nabil SalihíK     | —               | —               | —              | —                  | —                     | Mohamed NavarK | Umran al-AjjaríK | 3                  |
| ALG    | Bouchoucha ZoubirK, ? | Mohamed SaadiK, ? | —                 | —               | —               | Jusuf BukirraK | Sofiane OudinaK, ? | —                     | —              | —                | 1 (4)              |
| EGY    | —                     | —                 | Sabir MohamedK, ? | Ahmad KamelK, ? | Magdy JusufK, ? | —              | Ajman HusniK, ?    | Mustafa Abd al-HarisK | —              | —                | 1 (5)              |
| NGR    | Lucas OttahK, ?       | Tiebiri GodswillK | —                 | —               | —               | —              | —                  | —                     | —              | —                | 1 (2)              |
| RSA    | —                     | —                 | —                 | Brian CoatsK, ? | —               | —              | —                  | —                     | —              | —                | 0 (1)              |
| celkem | 0 kvót                | 1 kvóta           | 1 kvóta           | 0 kvót          | 1 kvóta         | 2 kvóty        | 0 kvót             | 2 kvóty               | 2 kvóty        | 2 kvóty          | 11 kvót pro 5 zemí |

### Oceánie
bez kvóty
pozn:
- Škrtnutí klasici nebyli na olympijské hry nominováni nebo nestartovali kvůli zranění, prokázanému dopingu, případně z jiného důvodu.
- Klasici s indexem K vybojoval kvótu pro svoji zemi na kontinentální olympijské kvalifikaci
- Klasici s indexem K, L vybojoval kvótu pro svoji zemi na kontinentální olympijské kvalifikaci, ale na olympijských hrách neprošli předturnajovým vážením
- Klasici s indexem K, ZR vybojoval kvótu pro svoji zemi na kontinentální olympijské kvalifikaci, ale v přípravě se zranil a do olympijského turnaje nenastoupil
- Klasici s indexem K, ? vybojoval kvótu pro svoji zemi na kontinentální olympijské kvalifikaci, ale z neznámého důvodu nestartoval
- Klasici s indexem N byl nominován na olympijské hry na úkor krajana/ů, kteří kvótu vybojovali.

## Divoká karta / Pozvaní sportovci
Není k dispozici dokument, který by upřesňoval, kteří sportovci (země) obdrželi divokou kartu a kteří byli pozváni jako zástupci rozvojových zemí v olympijském zápas.
| −48 kg                                                | −52 kg                           | −57 kg                                                             | −62 kg                             | −68 kg                                                            | −74 kg                        | −82 kg                                               | −90 kg                                                          | −100 kg                             | −130 kg           |
| ----------------------------------------------------- | -------------------------------- | ------------------------------------------------------------------ | ---------------------------------- | ----------------------------------------------------------------- | ----------------------------- | ---------------------------------------------------- | --------------------------------------------------------------- | ----------------------------------- | ----------------- |
| O. Kučerenko (GER) M. Maynard (USA) A. Al-Izani (YEM) | N. Düjsenov (KAZ) P. Jadav (IND) | R. Chakymov (UKR) S. Elgkian (GRE) Pak Čchi-ho (KOR) D. Maia (POR) | B. Qurbonov (UZB) M. Sánchez (PUR) | R. Wolny (POL) R. Adžy (UKR) B. Georgiev (BUL) A. Magnusson (SWE) | J. Tracz (POL) M. Asell (FIN) | T. Zander (GER) P. Frinta (CZE) J.-P. Wafflard (BEL) | H. Başar (TUR) N. Gelénesi (HUN) G. Kasum (YUG) F. Hodžić (BIH) | H. Milián (CUB) S. Damjanović (CRO) | R. Dgvareli (TJK) |

## Česká stopa v olympijské kvalifikaci
Kontinentální olympijské kvalifikace v Maďarsku se zúčastnili tito čeští klasici – Viktor Matys (−52 kg), Robert Mazouch (−62 kg), Tomáš Tobola (−68 kg), Jaroslav Zeman (−74 kg), Pavel Frinta (−82 kg), Marek Švec (−90 kg), Petr Frinta (−100 kg), Pavel Gruber (−130 kg). Jaroslav Zeman a Marek Švec skončili do 10. místa a kvalifikovali se na olympijské hry v Atlantě. Tuto dvojici doplnil Pavel Frinta, který obdržel od tripartitní komise divokou kartu.